# Privatsammlung
Eine Privatsammlung ist eine nicht aus öffentlichen Mitteln, sondern privat aufgebaute Sammlung, zumeist von Kulturgütern. Häufig bezieht sich der Begriff auf eine Sammlung von Kunstwerken, in Abgrenzung zur Sammlung eines Kunstmuseums.
Privatsammlungen spielen in vielen Bereichen eine wichtige Rolle: Privatleute sammeln Gemälde, Produkte des Kunstgewerbes/Designobjekte, Teppiche, Briefmarken, Münzen, Bücher, Handschriften und Handschriftenfragmente, Spielzeug, Kraftfahrzeuge, technische Geräte und viele andere Objekte. 
Große staatliche, meist im 19. Jahrhundert gegründete Museen verdanken wichtige Bestände privaten Sammlungen, die sie als Geschenk erhielten oder ankauften. Manche aus Privatsammlungen hervorgegangene oder wesentlich bereicherte Museen führen auch bis heute den Namen des Stifters z. B. Wallraf-Richartz-Museum & Fondation Corboud. Auch in der Gegenwart kommt es noch vor, dass Privatsammlungen in den Bestand eines staatlichen Museums eingehen, nicht zuletzt weil vor allem kleinere Museen kaum noch finanzielle Mittel für den Ankauf von Objekten besitzen. Umgekehrt werden aber immer wieder bedeutende Privatsammlungen z. B. aus finanziellen Gründen oder zur Erbteilung nach dem Tod des Besitzers aufgelöst und die Objekte veräußert.  

## Kunstsammlungen

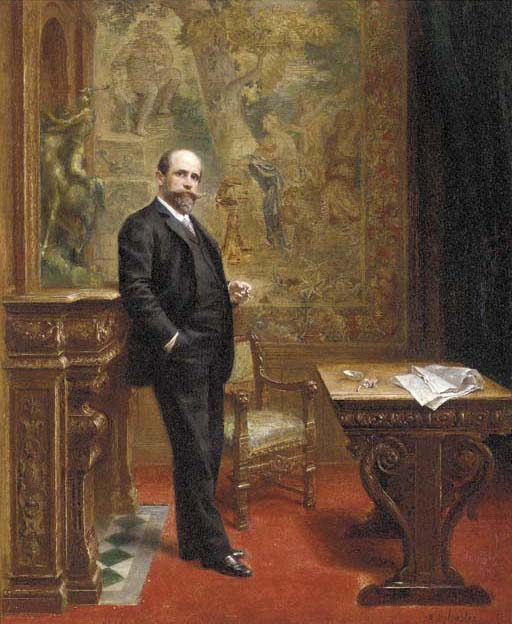
Sylvestre: Der Sammler

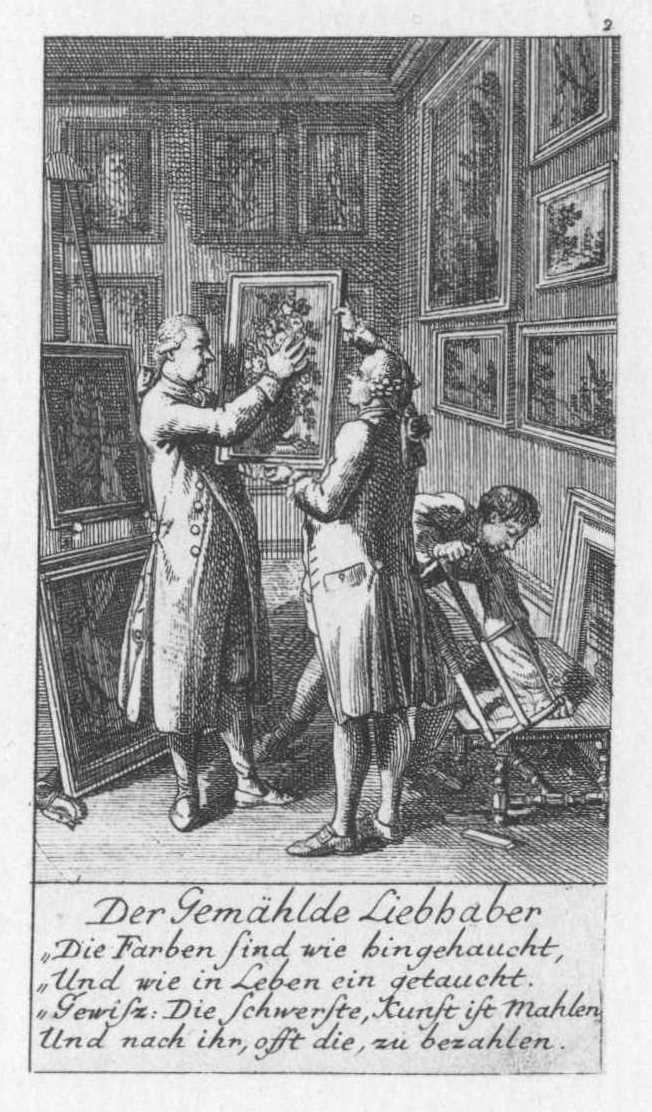
Kupferstich von Daniel Chodowiecki, 1781

### Deutschland
In Deutschland gehören zu den bekannten Privatsammlungen im Bereich der bildenden Künste, deren Bestände öffentlich gezeigt werden:
- Museum Art.Plus
- Museum Berggruen
- Sammlung Boros
- Museum Brandhorst
- Sammlung Frieder Burda
- Kunstraum Alexander Bürkle
- Klaus Eberhard im Galerie Hotel Leipziger Hof
- Museum Reinhard Ernst
- Sammlung Falckenberg
- Sammlung FER Collection
- Friedrich Christian Flick Collection
- Sammlung Sophie und Emanuel Fohn
- G2 Kunsthalle
- Sammlung Goetz
- Kunstraum Grässlin
- Museum für aktuelle Kunst – Sammlung Hurrle
- Heinrich Kirchhoff
- Langen Foundation
- Peter und Irene Ludwig
- Sammlung Fritz P. Mayer – Leipziger Schule
- me Collectors Room Berlin
- Museum der Phantasie
- Sammlung Philara
- Praunsches Kabinett
- Sammlung Reinking
- Museum Ritter
- SØR Rusche Sammlung Oelde/Berlin
- Sammlung Schack
- Sammlung Lothar Schirmer
- Sammlung Schroth
- Julia Stoschek Collection
- Barthold Suermondt
- Wallraf-Richartz-Museum & Fondation Corboud
- Sammlung Thomas Walther
- Kunstmuseum Walter
- Sammlung Maximilian und Agathe Weishaupt
- Kunsthalle Weishaupt
- Sammlung Würth
- Karl Ziegler im Kunstmuseum Mülheim an der Ruhr

### Österreich
- Das Liechtenstein Museum in Wien gilt als eine der größten privaten Kunstsammlungen der Welt.
- In Kärnten findet sich das Museum Liaunig.
- In Thalheim bei Wels in Oberösterreich wurde im September 2013 das Museum Angerlehner mit rund 2.500 Werken eröffnet.[1]
- Sammlung Erhard Witzel, Quadrart Dornbirn, Dornbirn – zeitgenössische Kunst
- Ehemals von 1999 bis 2016: Sammlung Essl in Klosterneuburg bei Wien, sie umfasst annähernd 7.000 Werke zeitgenössischer Kunst.
- In Wien eröffnete im Jahr 2001 das für seine außergewöhnliche Schiele- und Klimt-Sammlung bekannte Leopold Museum.

### Schweiz
- Die Fondation Beyeler zählt zu den bedeutendsten Sammlungen der klassischen Moderne in Europa.
- In Winterthur beherbergen das Museum Oskar Reinhart und die Sammlung Oskar Reinhart bedeutende Kunstwerke aus den Beständen des Sammlers Oskar Reinhart aus dem 19. und 20. Jahrhundert.
- Die Daros Latinamerica Collection in Zürich ist die europaweit größte private Sammlung zeitgenössischer lateinamerikanischer Kunst.

### Dänemark
- Ny Carlsberg Glyptotek
- Sammlung Hirschsprung

### Frankreich
- Mit der Fondation Maeght in Saint-Paul-de-Vence besteht eine bedeutende Sammlung von Werken der klassischen Moderne.
- In der Pariser Bourse de commerce stellt der Sammler François Pinault Teile seiner Sammlung zeitgenössischer Kunst aus.

### Griechenland
- Im Staatlichen Museum für Zeitgenössische Kunst (Thessaloniki) befindet sich die Sammlung George Costakis mit Werken des russischen Konstruktivismus.
- Das Benaki-Museum hat als privates Museum seinen Ursprung in einer Kunstsammlung.
- die DESTE-Stiftung von Dakis Joannou
- George Economou Collection, die Kunstsammlung von George Economou

### Italien
- Die Peggy Guggenheim Collection in Venedig ist eine bekannte Privatsammlung.
- Das Museum Eccel Kreuzer in Bozen zeigt eine regional bedeutsame Kunstsammlung.

### Mexiko
- Die Fomento Cultural Banamex verfügt über eine der größten Privatsammlungen des Landes.
- Museo Soumaya

### Polen
- Die Unternehmerin Grażyna Kulczyk gilt als größte Sammlerin moderner Kunst.

### Portugal
- Das Museu Calouste Gulbenkian in Lissabon ist eine bedeutende private Kunstsammlung.

### Spanien
- Das Museo Thyssen-Bornemisza in Madrid zählt zu den bedeutenden Privatsammlungen.
- Guggenheim-Museum Bilbao

### Vereinigtes Königreich
Bekannt sind vor allem
- die Burrell Collection
- die Saatchi Gallery
- die Wallace Collection

### Vereinigte Staaten
Privatsammlungen oder aus solchen hervorgegangene Museen sind unter anderem:
- die Frick Collection
- die Solomon R. Guggenheim Foundation
- die Sammlung Abby Aldrich Rockefellers des Museum of Modern Art in New York
- der von Andrew W. Mellon gestiftete Grundstock der National Gallery of Art in Washington
- und die Phillips Collection in Washington
- das Isabella Stewart Gardner Museum in Boston
- das Clark Art Institute in Williamstown (Massachusetts)
- das J. Paul Getty Museum in Malibu und Los Angeles

## Techniksammlungen
Unternehmen bauen – oft zunächst als Sammlungen von Referenzobjekten aus der eigenen Produktion – firmeneigene Museen auf. Bekannte Beispiele dafür sind:
- Aufzugmuseum von Lochbühler in Mannheim-Seckenheim
- Verkehrsmuseum Nürnberg der Deutschen Bahn AG in Nürnberg

In Frankreich entstand das größte Automobilmuseum der Welt, Cité de l’Automobile, aus einer Privatsammlung der Gebrüder Fritz und Hans Schlumpf.